# José Laurel
José Paciano Laurel (Tanauan, 9 maart 1891 - 6 november 1959) was de president van de Tweede Filipijnse Republiek van 1943 tot 1945 tijdens de Japanse bezetting. Laurel werd pas tijdens de bewindsperiode van president Macapagal officieel erkend als voormalig Filipijns president.
Laurel werd geboren in Tanauan (Batangas) op 9 maart 1891. Zijn ouders waren Sotero Laurel en Jacoba Garcia. Hij studeerde rechten aan zowel de University of the Philippines als aan Yale. In 1925 werd hij in de Filipijnse Senaat gekozen en in 1936 in de Filipijnse Hoge Raad.
Na de bezetting van de Filipijnen door de Japanners werd hij, mede als gevolg van zijn kritische uitlatingen met betrekking tot de Amerikaanse overheersing van zijn land, van 1942 tot 1943 in een aantal hoge posten benoemd. In 1943 werd Laurel dan door de Japanners tot president uitgeroepen. Tweemaal werd een aanslag gepleegd op zijn leven, maar beide keren overleefde hij dit.
Toen de Japanse bezetting op het punt van instorten stond, werd Laurel naar Japan overgebracht. Hier werd hij in opdracht van generaal Douglas MacArthur gearresteerd waarna hij in juli 1946 werd berecht en schuldig bevonden. Zijn vonnis werd echter nooit uitgevoerd en in april 1948 werd hem amnestie verleend.
In 1948 werd hij tijdens de verkiezingen voor het presidentschap als kandidaat voor de Partido Nacionalista maar nipt verslagen door Elpidio Quirino, de kandidaat voor de Partido Liberal. In 1951 werd Laurel weer in de Filipijnse Senaat gekozen. Hij haalde Ramon Magsaysay, de toenmalige minister van defensie, over om de Partido Liberal te verlaten en zich aan te sluiten bij de Partido Nacionalista. Magsaysay werd daarna in 1953 verkozen tot opvolger van Quirino.
Laurel overleed in 1959 op 68-jarige leeftijd. Hij was getrouwd met Paciencia Hidalgo en kreeg met haar negen kinderen. Enkele van hen werden ook politici. Zijn oudste zoon José Laurel jr. was voorzitter van het Filipijns Huis van Afgevaardigden. Zijn zonen Sotero Laurel II en Salvador Laurel waren net als hun vader senator. Salvador was van 1986 tot 1992 bovendien vicepresident van de Filipijnen onder Corazon Aquino. Zijn jongste zoon Arsenio Laurel was autocoureur en de eerste tweevoudige winnaar van de Grand Prix van Macau